# Ummagumma
Ummagumma je čtvrté album anglické skupiny Pink Floyd, vydáno bylo v říjnu 1969 (viz 1969 v hudbě). Jedná se o dvojalbum, na prvním disku jsou umístěny živé nahrávky, na druhém disku se nachází nový hudební materiál tvořený netradičně individuálními skladbami jednotlivých členů skupiny. Ummagumma se v britském žebříčku prodejnosti hudebních alb dostalo nejvýše na pátou příčku.

## Popis alba a jeho historie

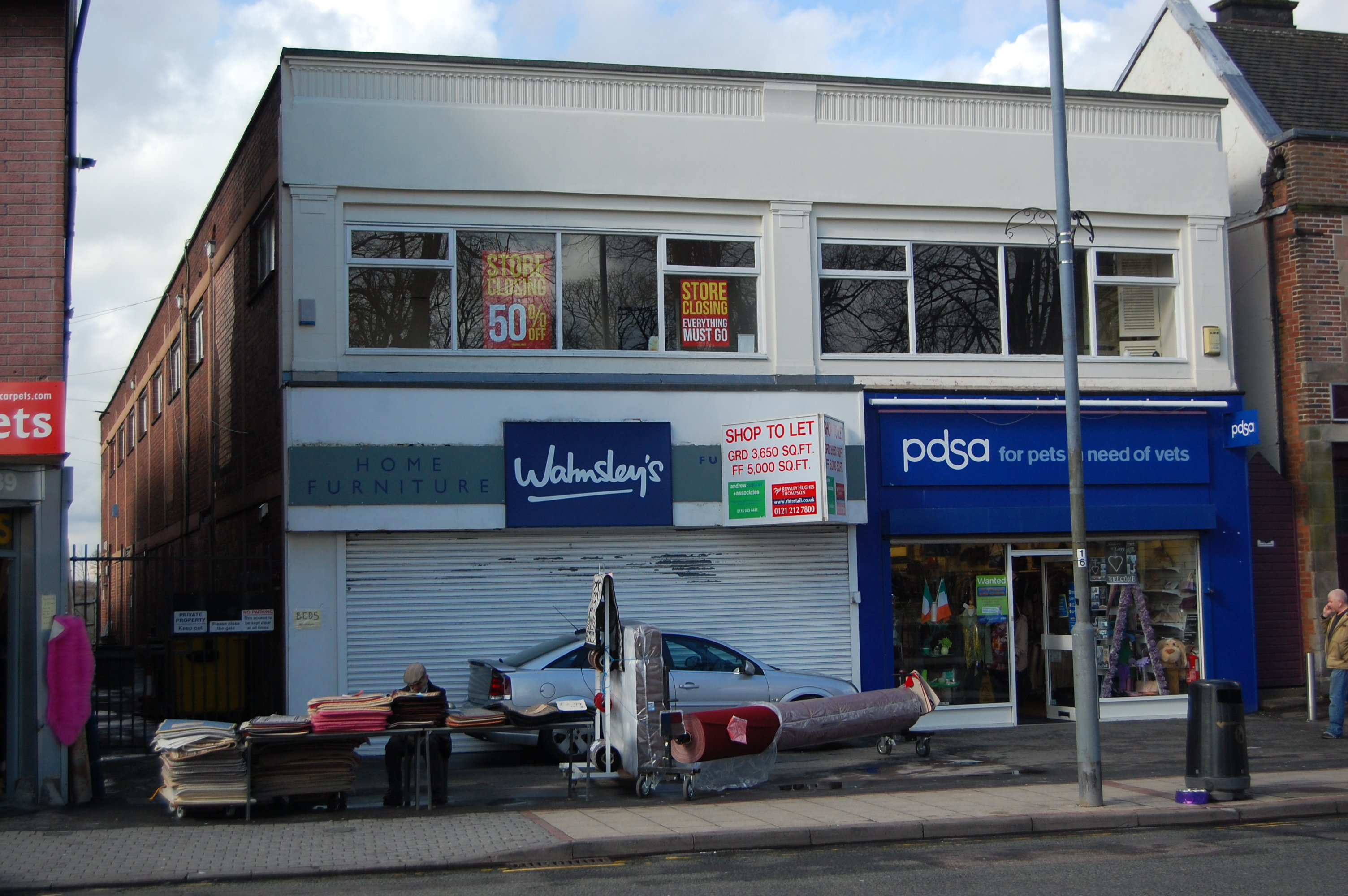
V prvním patře této budovy v Birminghamu se dříve nacházel Mothers Club, kde byla nahrána část živého materiálu pro album Ummagumma

Slovo „ummagumma“ je slangový výraz z okolí Cambridge pro pohlavní styk.
První disk alba Ummagumma je tvořen živými koncertními nahrávkami, až do vydání desky Delicate Sound of Thunder v roce 1988 se tak jednalo o jediné živé album Pink Floyd. Ačkoliv na přebalu desky je uvedeno, že nahrávky byly pořízeny v červnu 1969, ve skutečnosti pochází ze dvou koncertů, jež se uskutečnily 27. dubna 1969 v klubu Mothers v Birminghamu a 2. května 1969 v Manchester College of Commerce. Na těchto dvou vystoupeních byly zaznamenány tehdejší „hity“ skupiny, delší experimentální a psychedelické skladby, z větší části instrumentální.
Struktura druhého, studiového disku je neobvyklá. Každý ze čtyř členů skupiny zde dostal prostor jedné poloviny strany gramofonové desky, který mohl zaplnit vlastní sólovou nahrávkou vytvořenou bez pomocí ostatních hudebníků. Výjimkou se stal pouze bubeník Nick Mason, kterému pomohla jeho tehdejší manželka Lindy (hrála na flétnu). Na první straně desky se tedy nachází skladby od Ricka Wrighta (klávesový „Sysyphus“) a Rogera Waterse (folková balada a experimentální skladba). Druhou stranu zabírá kytarový David Gilmour a celé album končí Nick Mason a jeho bicí souprava.
Ummagumma je poslední album Pink Floyd, na jehož přebalu jsou vyobrazení členové skupiny.
Třetí část Masonovy „The Grand Vizier's Garden Party“ má délku 38 sekund, což jí dává postavení druhé nejkratší skladby Pink Floyd (společně s „A New Machine Part 2“ z alba A Momentary Lapse of Reason o stejné délce) po skladbě „Stop“ z desky The Wall (délka 0:32).

## Vydávání alba a jeho umístění
Album Ummagumma vyšlo v říjnu 1969 ve Spojeném království a přibližně o dva týdny později i v USA. V britském žebříčku dosáhlo pátého místa, v USA se umístilo na 74. místě (v obou případech do té doby nejlepší umístění alba Pink Floyd).
Roku 1987 vyšla reedice jako dvojCD, digitálně remasterovaná verze byla vydaná roku 1994 ve Spojeném království a v roce 1995 v USA.
Verze na CD se od té na vinylové desce odlišuje rozšířenou skladbou „Sysyphus“ (přibližně o půl minuty), která je navíc i jinak rozdělená do jednotlivých částí.

## Seznam skladeb
| Strana 1 (Live album) | Strana 1 (Live album)         | Strana 1 (Live album)          | Strana 1 (Live album)                        | Strana 1 (Live album) |
| Pořadí                | Název                         | Autor                          | Původní album                                | Délka                 |
| --------------------- | ----------------------------- | ------------------------------ | -------------------------------------------- | --------------------- |
| 1.                    | Astronomy Domine              | Barrett                        | The Piper at the Gates of Dawn (1967)        | 8:29                  |
| 2.                    | Careful with That Axe, Eugene | Waters, Wright, Gilmour, Mason | B strana singlu „Point Me at the Sky“ (1968) | 8:50                  |

| Strana 2 | Strana 2                                  | Strana 2                       | Strana 2                      | Strana 2 |
| Pořadí   | Název                                     | Autor                          | Původní album                 | Délka    |
| -------- | ----------------------------------------- | ------------------------------ | ----------------------------- | -------- |
| 1.       | Set the Controls for the Heart of the Sun | Waters                         | A Saucerful of Secrets (1968) | 9:12     |
| 2.       | A Saucerful of Secrets                    | Waters, Wright, Gilmour, Mason | A Saucerful of Secrets (1968) | 12:48    |

| Strana 3 (Studio album) | Strana 3 (Studio album)                                                                                      | Strana 3 (Studio album) | Strana 3 (Studio album) |
| Pořadí                  | Název | Autor                   | Délka                   |
| ----------------------- | --- | ----------------------- | ----------------------- |
| 1.                      | Sysyphus (Parts I–IV; instrumentální)                                                                        | Wright                  | 12:59                   |
| 2.                      | Grantchester Meadows                                                                                         | Waters                  | 7:26                    |
| 3.                      | Several Species of Small Furry Animals Gathered Together in a Cave and Grooving with a Pict (instrumentální) | Waters                  | 4:59                    |

| Strana 4       | Strana 4                                                      | Strana 4       | Strana 4 |
| Pořadí         | Název                                                         | Autor          | Délka    |
| -------------- | ------------------------------------------------------------- | -------------- | -------- |
| 1.             | The Narrow Way (Parts I–III)                                  | Gilmour        | 12:17    |
| 2.             | The Grand Vizier's Garden Party (Parts I–III; instrumentální) | Mason          | 8:44     |
| Celková délka: | Celková délka:                                                | Celková délka: | 86:11    |

## Obsazení
- Pink Floyd:
  - David Gilmour – kytary, zpěv a vokály ve skladbách „Astronomy Domine“, „Careful with That Axe, Eugene“ a „A Saucerful of Secrets“, všechny nástroje a zpěv ve skladbě „The Narrow Way“ (kytary, klávesy, bicí a baskytara)
  - Roger Waters – baskytara, zpěv a vokály ve skladbách „Astronomy Domine“, „Careful with That Axe, Eugene“ a „Set the Controls for the Heart of the Sun“, akustická kytara a zpěv ve skladbě „Grantchester Meadows“, zvukové efekty a hlasy ve skladbě „Several Species…“
  - Rick Wright – klávesy, vokály ve skladbě „Astronomy Domine“, všechny nástroje a vokály ve skladbě „Sysyphus“ (klávesy, bicí, kytara)
  - Nick Mason – bicí, perkuse, všechny nástroje ve skladbě „The Grand Vizier's Garden Party“ (kromě flétny)
- Lindy Mason (na obalu není uvedena) – flétna ve skladbě „The Grand Vizier's Garden Party“